# San Antonio Spurs 1985-1986
La stagione 1985-86 dei San Antonio Spurs fu la 10ª nella NBA per la franchigia.
I San Antonio Spurs arrivarono sesti nella Midwest Division della Western Conference con un record di 35-47. Nei play-off persero al primo turno con i Los Angeles Lakers (3-0).

## Risultati
| Squadra           | V  | P  | %    | GB |
| ----------------- | -- | -- | ---- | -- |
| Houston Rockets   | 51 | 31 | 62,2 | -  |
| Denver Nuggets    | 47 | 35 | 57,3 | 4  |
| Dallas Mavericks  | 44 | 38 | 53,7 | 7  |
| Utah Jazz         | 42 | 40 | 51,2 | 9  |
| Sacramento Kings  | 37 | 45 | 45,1 | 14 |
| San Antonio Spurs | 35 | 47 | 42,7 | 16 |

## Roster
| N° | Naz.                   | Ruolo | Sportivo          | Anno | Alt. | Peso |
| -- | ---------------------- | ----- | ----------------- | ---- | ---- | ---- |
| 00 | Stati Uniti (bandiera) | G     | Johnny Moore      | 1958 | 185  | 79   |
| 1  | Stati Uniti (bandiera) | G     | Wes Matthews      | 1959 | 185  | 75   |
| 3  | Stati Uniti (bandiera) | GA    | Jeff Lamp         | 1959 | 198  | 88   |
| 3  | Stati Uniti (bandiera) | G     | Ennis Whatley     | 1962 | 191  | 80   |
| 6  | Stati Uniti (bandiera) | GA    | Alfredrick Hughes | 1962 | 196  | 98   |
| 10 | Stati Uniti (bandiera) | AC    | David Greenwood   | 1957 | 206  | 101  |
| 11 | Stati Uniti (bandiera) | G     | Ray Williams      | 1954 | 191  | 85   |
| 20 | Stati Uniti (bandiera) | G     | Jon Sundvold      | 1961 | 188  | 75   |
| 21 | Stati Uniti (bandiera) | G     | Alvin Robertson   | 1962 | 191  | 84   |
| 22 | Stati Uniti (bandiera) | A     | Rod Higgins       | 1960 | 201  | 91   |
| 23 | Stati Uniti (bandiera) | GA    | Tyrone Corbin     | 1962 | 198  | 95   |
| 32 | Stati Uniti (bandiera) | A     | Marc Iavaroni     | 1956 | 203  | 95   |
| 33 | Stati Uniti (bandiera) | GA    | Steve Johnson     | 1957 | 208  | 107  |
| 34 | Stati Uniti (bandiera) | A     | Mike Mitchell     | 1956 | 201  | 98   |
| 40 | Stati Uniti (bandiera) | C     | Mike Brittain     | 1963 | 213  | 107  |
| 45 | Stati Uniti (bandiera) | AC    | Jeff Cook         | 1956 | 208  | 98   |
| 45 | Stati Uniti (bandiera) | AC    | Jeff Wilkins      | 1955 | 211  | 104  |
| 53 | Stati Uniti (bandiera) | C     | Artis Gilmore     | 1949 | 218  | 109  |

## Staff tecnico
- Allenatore: Cotton Fitzsimmons
- Vice-allenatori: Gary Fitzsimmons, Don Buse